# Jorge de Sousa Braga
Jorge Sousa Braga (Cervães, 23 de dezembro de 1957) é um poeta, tradutor e médico obstetra português.

## Obras
- Plano para salvar Veneza, 1981
- De manhã vamos todos acordar com uma pérola no cu, 1983
- A greve dos controladores de voo, 1984
- Boca do inferno, 1987
- Os pés luminosos, 1987
- O poeta nu, 1991, 1997, 2007 (poesia, compilação de livros anteriores)
- O vinho e as rosas, 1995 (antologia)
- Fogo sobre fogo, 1998 (poesia)
- Herbário, 1999 (poesia), Grande Prémio Gulbenkian de Literatura para Crianças e Jovens[1]
- A ferida aberta, 2001 (poesia)
- Pó de estrelas, 2004
- Porto de abrigo, 2005
- Diário de bordo, 2011 (antologia bilíngue português-espanhol, traduzida por Diego Valverde Villena)
- O Novíssimo Testamento, 2012
- A matéria escura e outros poemas, 2021 (poesia), Prémio Autores na categoria de melhor livro de poesia[3]

### Traduções das obras de
- Jorge Luís Borges
- Matsuo Bashō
- Li Po
- Guillaume Apollinaire

## Prémios
- 1999 - Grande Prémio Gulbenkian de Literatura para Crianças e Jovens (com o livro Herbário).[1]
- 2021 - Prémio Autores na categoria de melhor livro de poesia